# Prieuré Saint-Michel de Grandmont
Le prieuré Saint-Michel de Grandmont est un ancien monastère de l'ordre de Grandmont qui se trouve sur le territoire de la commune de Saint-Privat, dans le département de l'Hérault.
Il est situé dans un lieu isolé, à 440 mètres d'altitude, dans une forêt de chênes et à environ 10 km à l'est de Lodève. On y accède par une route départementale bien fléchée dans Lodève.
Le prieuré, classé monument historique, est actuellement entretenu par ses nouveaux propriétaires depuis 2022. La visite est payante. Les salles peuvent être louées pour des réceptions ou des mariages.

## Histoire
Ce prieuré est un des mieux préservés des monastères de l'ordre de Grandmont, ordre religieux fondé vers 1076 dans la région de Limoges par l'ermite Étienne de Muret (vers 1050-1124), fils d'un vicomte de Thiers. Le prieuré Saint-Michel a été fondé au début du XIIe siècle.
Après la dissolution de l'ordre en 1772, le prieuré Saint-Michel fut rattaché à l’évêché de Lodève, mais deux moines continuèrent à y vivre jusqu'à leur mort en 1785.
Après la Révolution, le prieuré devint une exploitation agricole, propriété de la famille Vitalis de 1849 à 1936. Étienne Vitalis restaura les bâtiments et produisit du vin. En 1957, le prieuré fut acheté par la famille Bec. Classé monument historique en 1981 après une première inscription en 1953, il est désormais ouvert au public.

## Architecture
L'église construite au XIIe siècle est à nef unique voûtée en berceau. Le chevet en cul-de-four est percé par trois fenêtres qui constituent le seul éclairage de l'édifice avec la lancette de la façade occidentale. Le bâtiment ne comporte aucune décoration.
Le cloître qui jouxte le côté sud de l'église date du milieu du XIIIe siècle. Il a conservé ses quatre galeries soutenues par des colonnettes doubles. La galerie Ouest ouvre sur la cuisine, la galerie Est sur la salle du chapitre. Les salles de l'étage, qui constituaient le dortoir des moines, ont été remaniées à l'époque moderne.

## Moines et personnalités célèbres du prieuré
- Robert de la Serre, abbé de l'abbaye Saint-Pons de Thomières, y mourut en 1220[3].

## Galerie

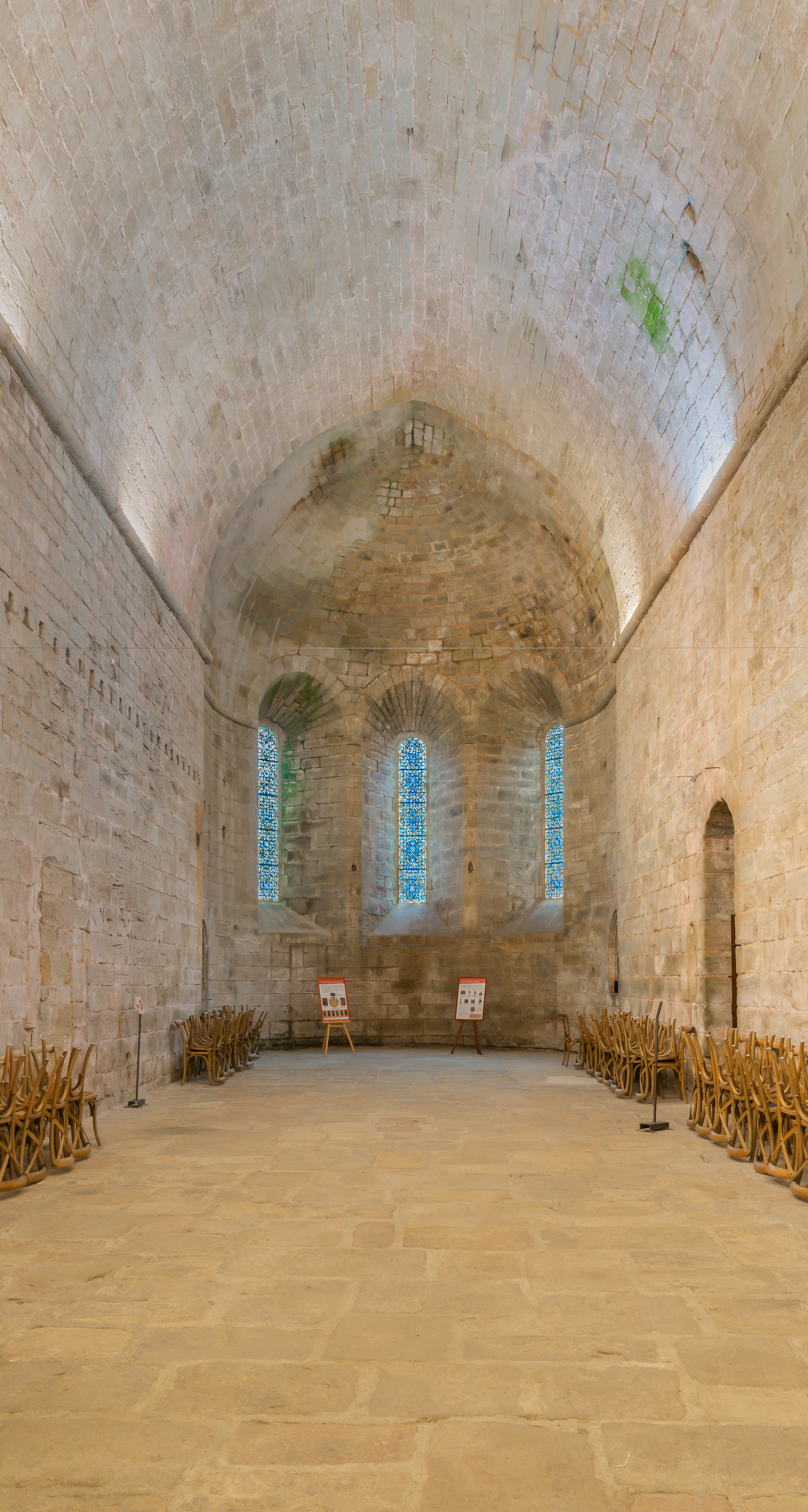
La nef de l'église.
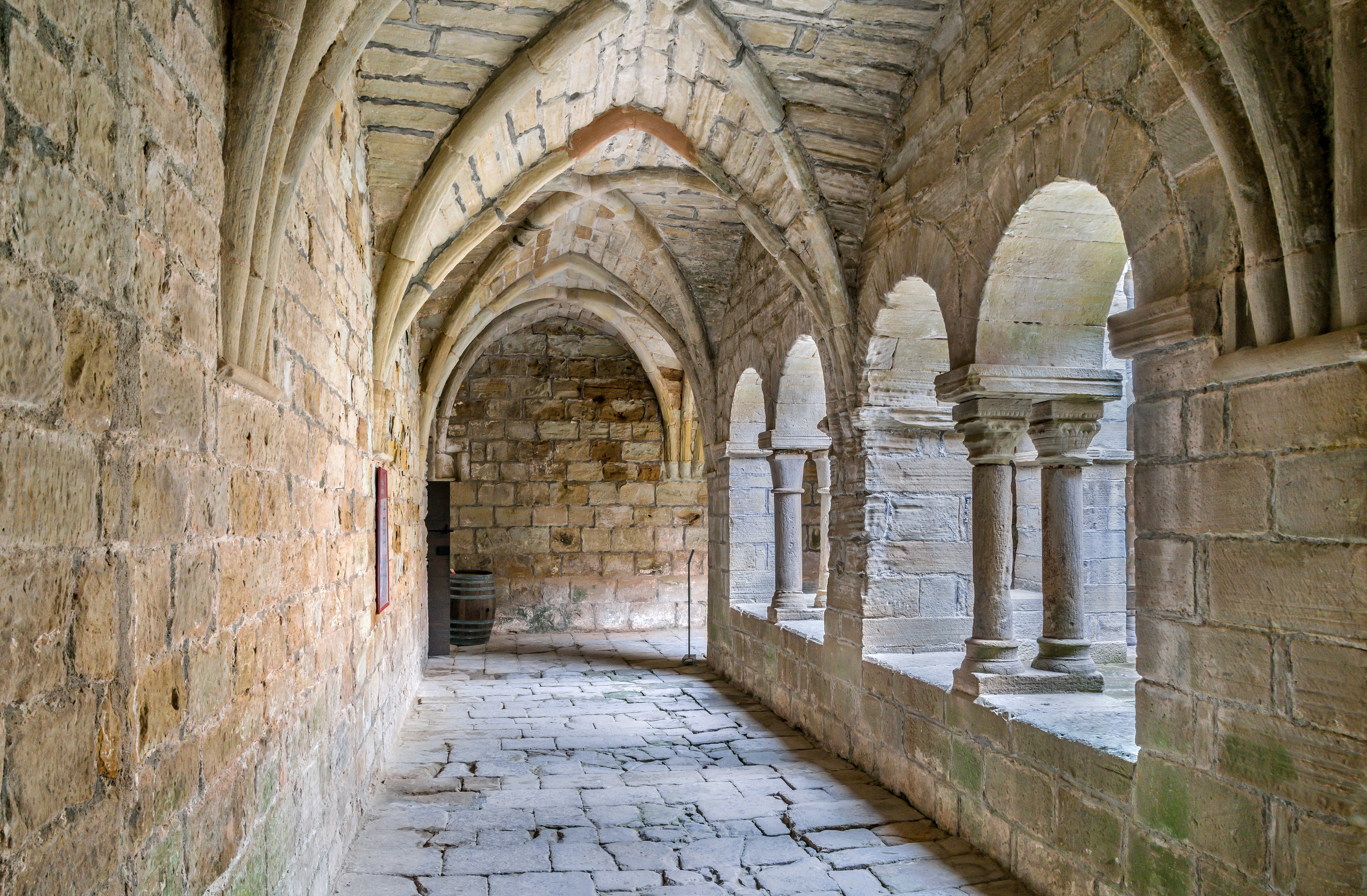
Le cloître.
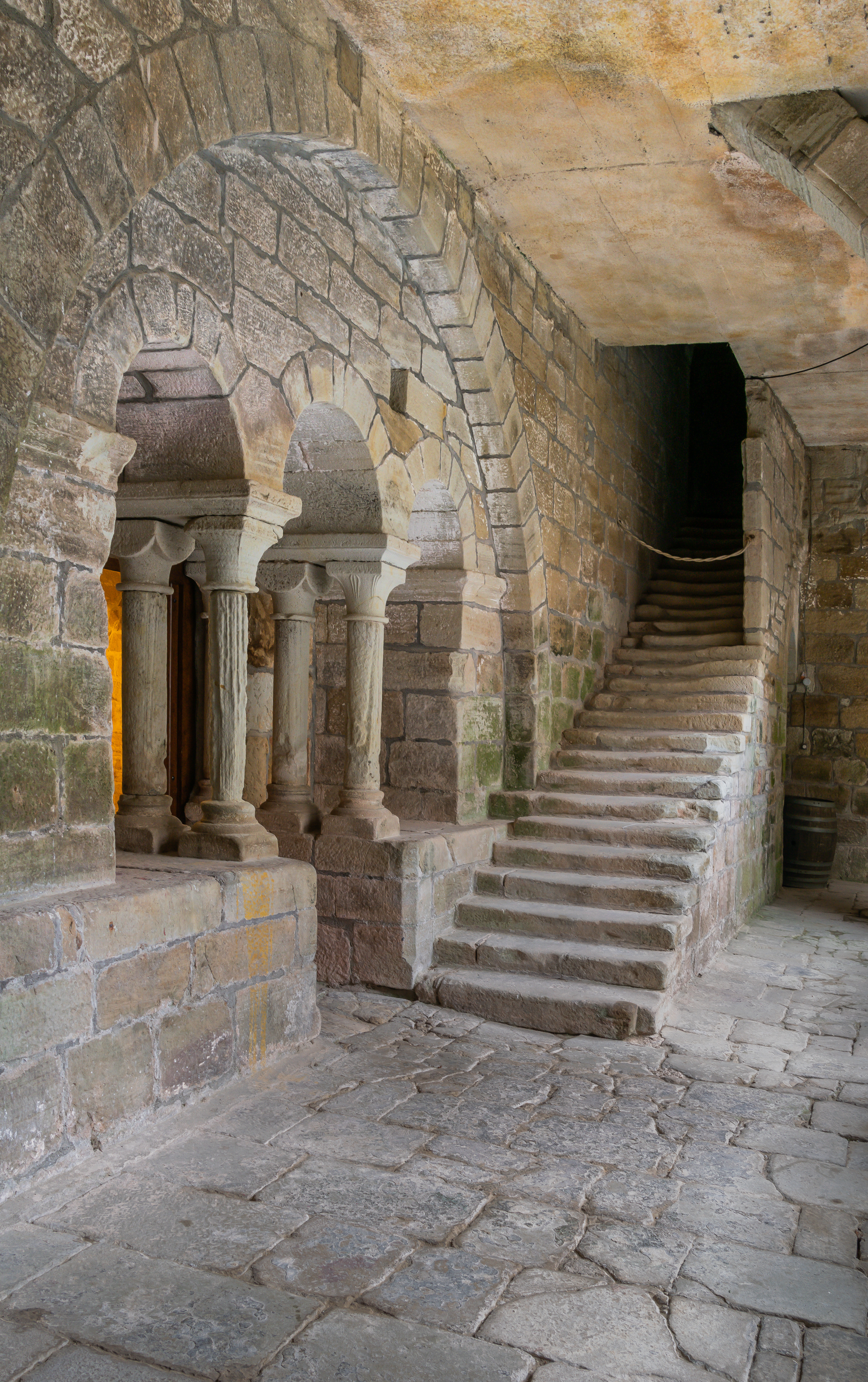
Entrée de la salle du chapitre.
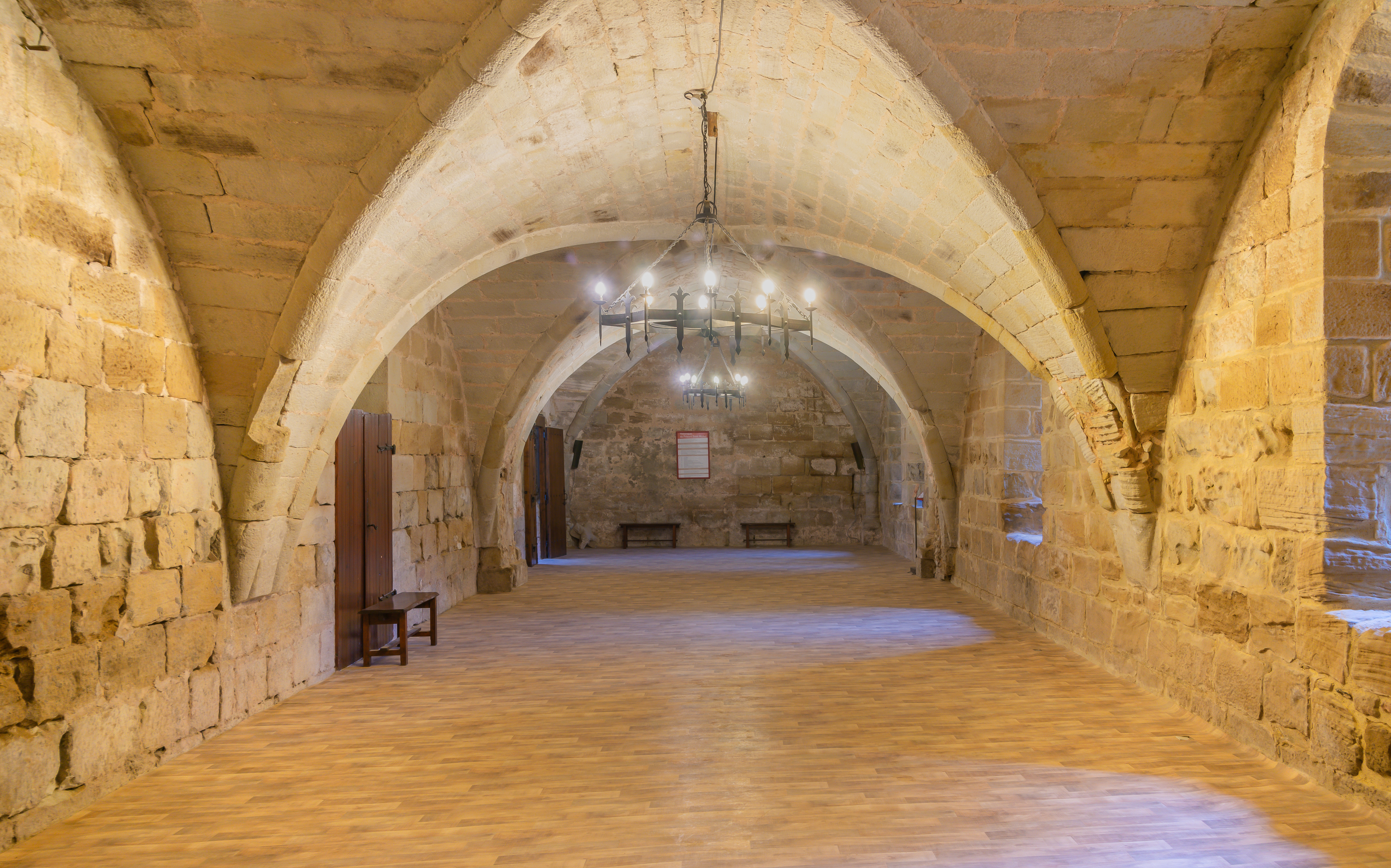
La salle du chapitre.
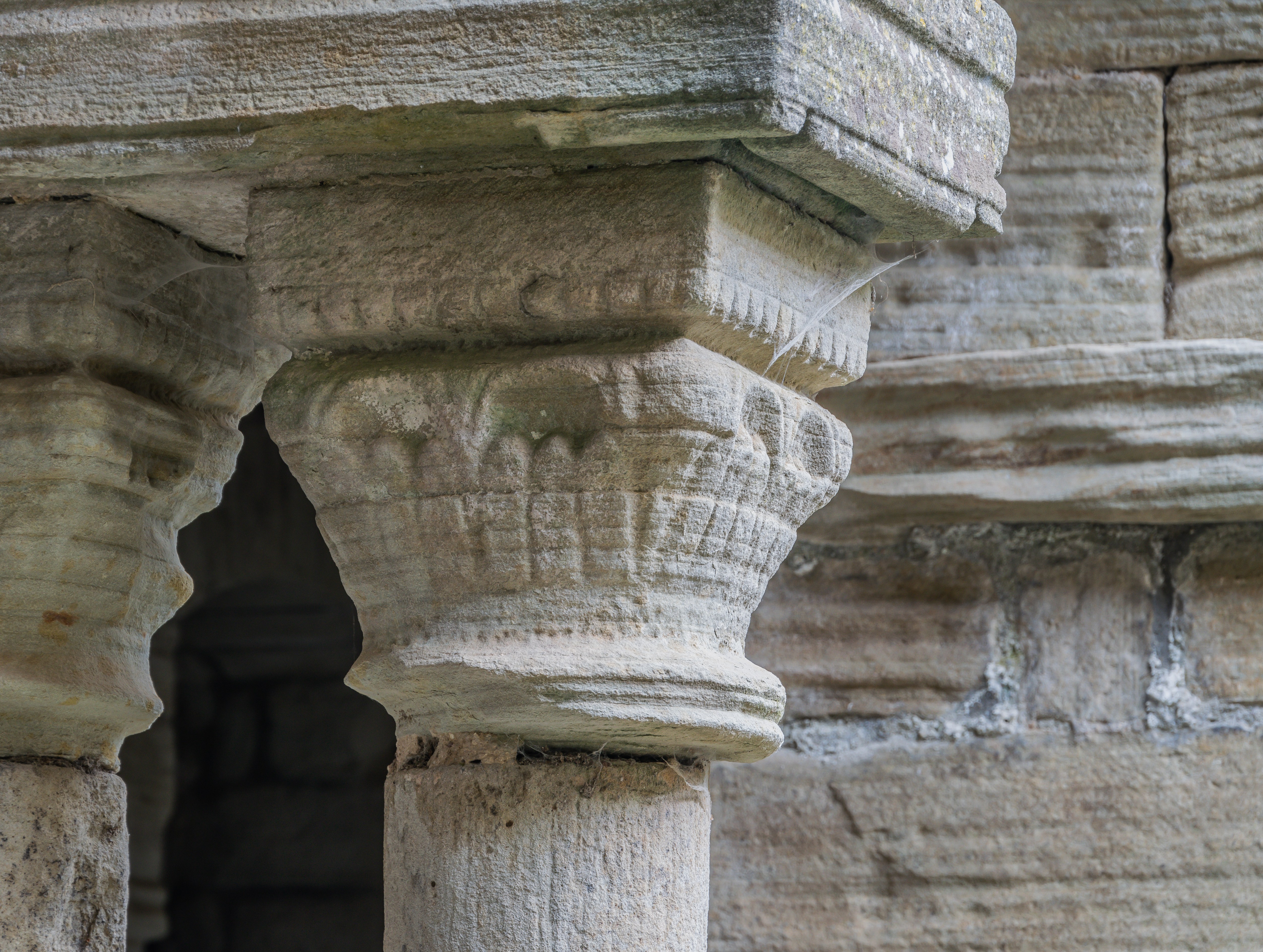
Une colonne.
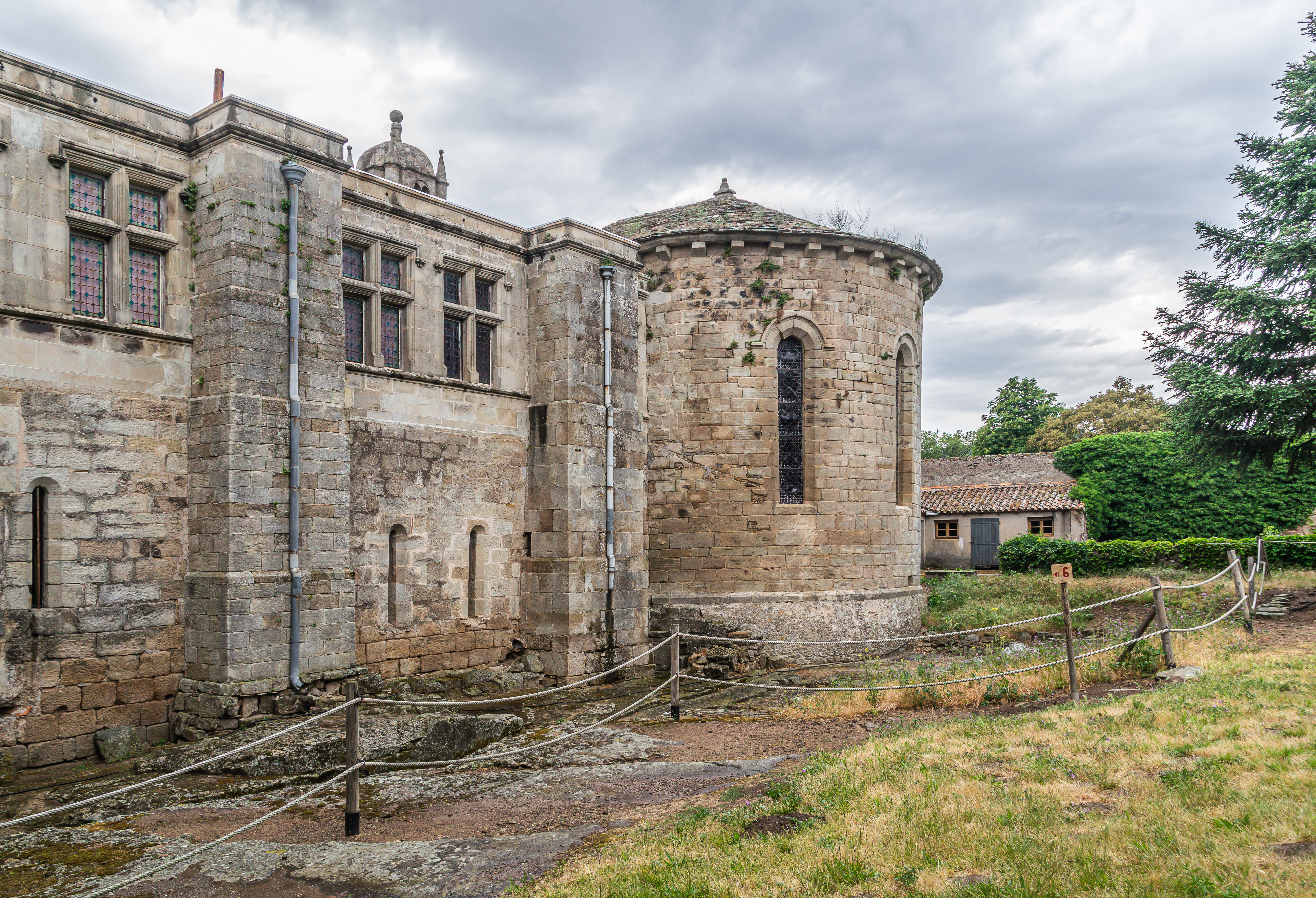
Le chevet.
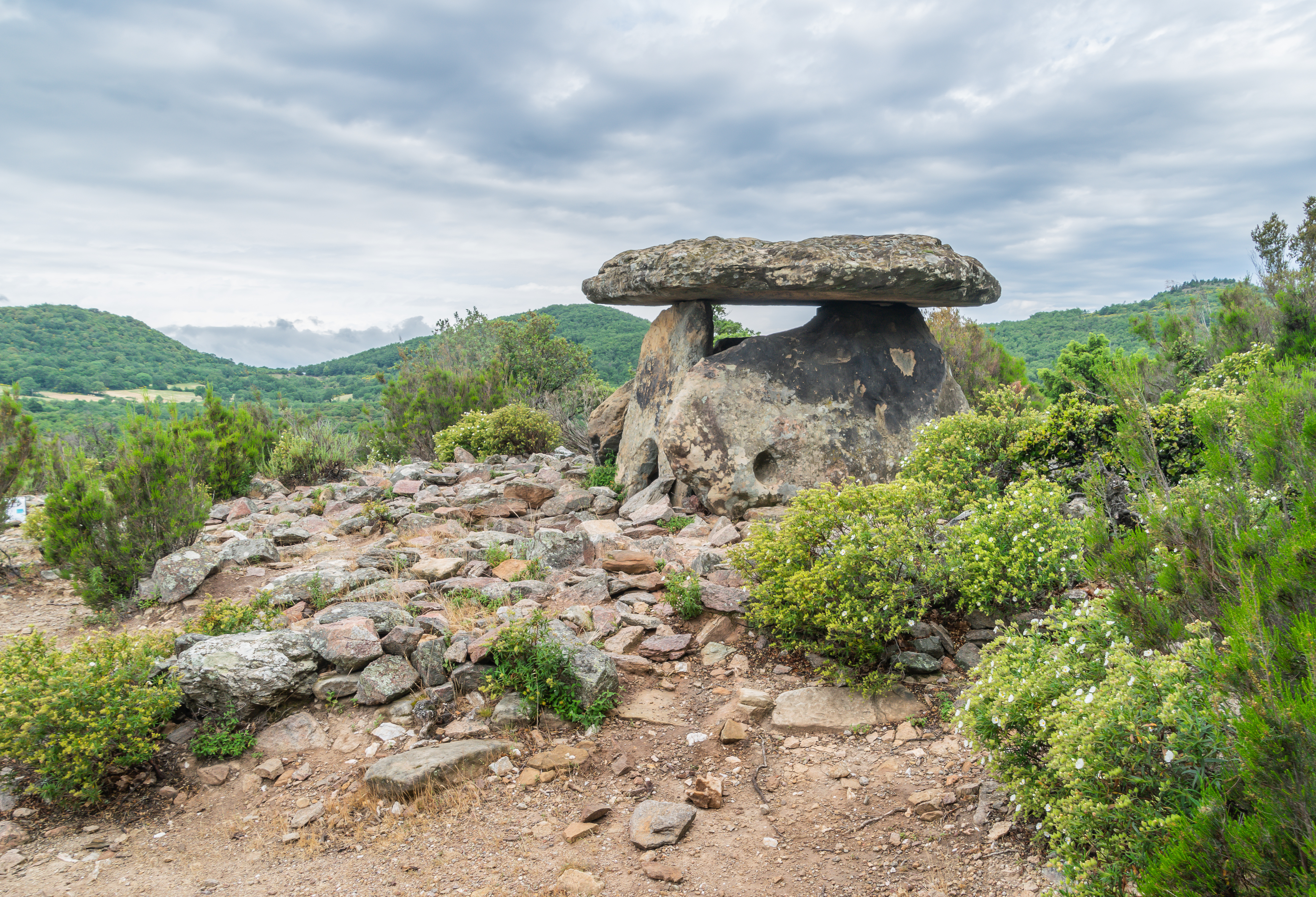
Dolmen de Coste-Rouge.